# Рајан (Катар)
Рајан (арап. الريان) је град у истоименој општини која се налази у источном делу Катара. Град и његова предграђа чине највећи насељени центар у Катару изван саме Дохе. Састоји се од свих округа у најисточнијем делу општине, док се његова граница сече отприлике на месту где ауто-пут Ел Мајд пролази кроз општину. Сматра се делом области метрополе Дохе. Један је од градова домаћина Светског првенства у фудбалу 2022.